# 맷 오어
매슈 엘리엇 Wing Kai Chin 오어(중국어: {{{2}}}, 1997년 1월 1일 ~ )은 홍콩의 축구 선수로 포지션은 센터포워드이며 현재 중국 슈퍼리그 Shenzhen Peng City 소속이다.